# Donnezac
Donnezac – miejscowość i gmina we Francji, w regionie Nowa Akwitania, w departamencie Żyronda.
Według danych na rok 1990 gminę zamieszkiwało 780 osób, a gęstość zaludnienia wynosiła 22 osób/km² (wśród 2290 gmin Akwitanii Donnezac plasuje się na 531. miejscu pod względem liczby ludności, natomiast pod względem powierzchni na miejscu 213.).